# Mariann Bühler
Mariann Bühler (* 1982 bei Luzern) ist eine Schweizer Autorin und Literaturvermittlerin. Sie lebt in Basel.

## Leben
Mariann Bühler studierte Englische Literatur- und Sprachwissenschaft, Islamwissenschaft sowie Gender Studies an der Universität Basel und der Freien Universität Berlin. Sie schloss ihr Studium 2010 mit dem Lizentiat ab.

### Tätigkeit als Literaturvermittlerin
Mariann Bühler initiierte und leitete das Projekt Sofalesungen, das 2025 mit dem Spezialpreis Vermittlung des Bundesamts für Kultur ausgezeichnet wurde. Sie ist Mitglied des Vorstands des lit.z Literaturhaus Zentralschweiz und Mitglied der Programmkommission des Zuger Literaturfestivals Höhenflug. Als Literaturvermittlerin engagiert sie sich nicht zuletzt gegen das vergessen von Schweizer Autorinnen, beispielsweise im Projekt «Lore Berger – eine Gegengeschichte» oder «Erika Burkart – eine Beschwörung». Als Präsidentin des Vereins «Stall & Lauch» bringt sie urbane Kultur aufs Land. Zudem ist sie Mitherausgeberin des Bandes Reihenweise. Veranstalten in der Freien Literaturszene (edition mosaik, 2022).

### Tätigkeit als Autorin
Bühlers Texte erschienen in verschiedenen Literaturzeitschriften, darunter Das Narr, Stoff für den Shutdown und Glitter. Im Herbst 2024 veröffentlichte Mariann Bühler ihren Debütroman Verschiebung im Gestein im Atlantis Literaturverlag. Der Roman erzählt von drei Figuren – einer Bäckerin, einem Bauern und einer jungen Frau –, die unabhängig voneinander existenzielle Umbrüche erleben. Die Geschichten sind durch das gemeinsame Dorf und die umliegende Landschaft miteinander verbunden.
Der Roman wurde für seine präzise Sprache und die einfühlsame Darstellung alltäglicher Handlungen gelobt. Er wurde für den Schweizer Buchpreis 2024 nominiert. Zudem erhielt Bühler für ihr Debüt den Weinfelder Buchpreis 2024. Für ihr literarisches Schaffen wurde sie mit einem Werkbeitrag des Fachausschusses Literatur beider Basel (2018) und der Zentralschweizer Literaturförderung (2020) ausgezeichnet.

## Rezeption
Simon Leuthold meint in der SRF Sendung Buchzeichen, dass Bühlers Roman ein höchst gelungenes Debüt sei, das leise Töne anschlägt, es aber in sich hat. Es wäre eine unkitschige Ode an die Langsamkeit auf dem Land. Für Simona Pfister im Tages-Anzeiger ist das Buch der Buchtipp der Woche. Sie habe noch nie ein Buch gelesen, das so subtil und zugleich so treffsicher darstellt, was passiert, wenn sich etwas im Inneren von Menschen fast unmerklich verschiebt. Ähnlich wie es die Berglandschaft tut, in der die drei Figuren des Romans leben.

## Auszeichnungen
- 2018: Werkbeitrag des Fachausschusses Literatur beider Basel[18]
- 2020: Zentralschweizer Literaturförderung[19]
- 2024: Weinfelder Buchpreis für Verschiebung im Gestein[20]
- 2024: Nominierung für den Schweizer Buchpreis für Verschiebung im Gestein[21]
- 2. Platz der SRF-Bestenliste Oktober 2024 für ihr Romandebüt Verschiebung im Gestein[22]
- 2025: Terra-Nova-Preis der Schweizerischen Schillerstiftung für ihr Romandebüt Verschiebung im Gestein[23]

## Werke
- Reihenweise. Veranstalten in der Freien Literaturszene (Hrsg.). edition mosaik, Salzburg 2022, ISBN 978-3-9505298-0-7
- Verschiebung im Gestein. Atlantis Literaturverlag, Zürich 2024, ISBN 978-3-7152-5040-3